# Corethrella
Corethrella Coquillett, 1902 é o único gênero de mosquitos da família Corethrellidae, conhecidos como coretrelídeos ou mosquitos-do-sapo. Seu nome popular se deve ao hábito das fêmeas de se alimentarem do sangue de anfíbios anuros (sapos, rãs e afins). Um aspecto singular na biologia dos coretrelídeos se deve ao fato destes serem atraídos pela vocalização dos anuros machos, habilidade que é compartilhada somente com algumas espécies de mosquitos dos gêneros Uranotaenia, Culex e Mamomyia da família dos pernilongos. As fêmeas depositam seus ovos em ambientes lênticos, tais como reservatórios em bromélias, poças de água de chuva, lagoas ou remansos de rios. Após a eclosão, as larvas se desenvolvem na água e são predadoras de outros invertebrados, principalmente larvas de pernilongos.
Atualmente são conhecidas 125 espécies recentes e 10 fósseis.

## Morfologia

### Adulto
Espécimes adultos de mosquitos-do-sapo são superficialmente semelhantes a quironomídeos, pernilongos ou caoborídeos , entretanto podem ser reconhecidos pela sua característica venação das asas anteriores, com a veia radial (R) contendo quatro ramos, a veia medial (M) com três ramos e a veia cubital (CuA, CuP) contendo dois ramos, tendo a veia R1 seu ápice mais próximo da subcostal (Sc) do que da R2.

Outras características diagnósticas são os fêmures médios mais espessados do que os anteriores e posteriores, terminália dos machos simples, com os parâmeros fundidos medialmente e o edeago membranoso. 

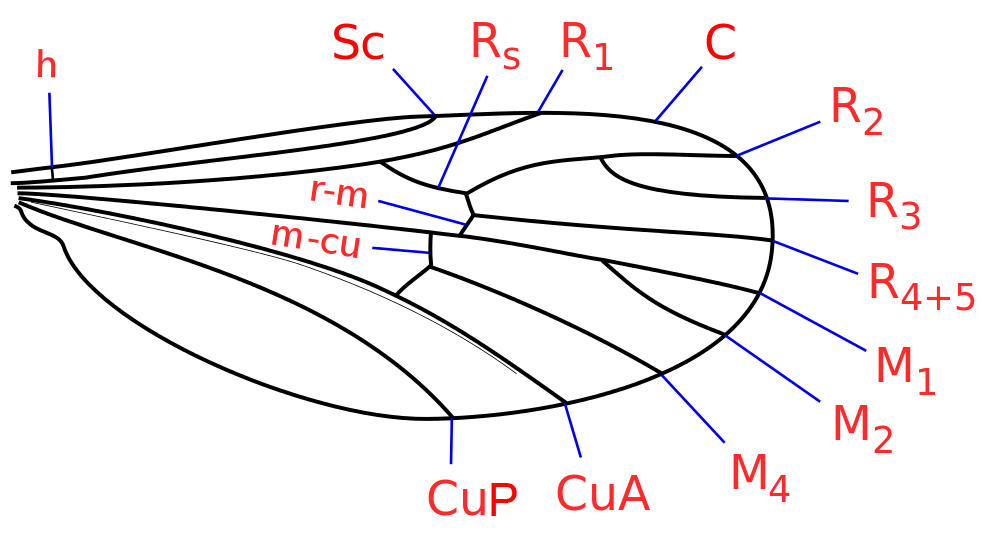
Veias da asa de Corethrella. C – costal; CuA – cubital anterior; CuP – cubital posterior; h – transversal umeral; M – medial; mcu – transversal média-cubital; R – radial; R_{s} – setor radial; r-m – transversal radial-medial; Sc – subcostal

### Larva
A larvas de coretrelídeos, possuem a cabeça proeminente, variando de levemente arredondada até acentuadamente triangular. As antenas são inseridas no ápice (parte mais anterior) e ficam dispostas lateralmente na cabeça, dentro de um sulco lateral. Acredita-se que elas possuem função preênsil, ajudando a capturar as presas como um rápido movimento de garra. O tórax apresenta três segmentos fusionados e expandidos em um único bloco, o abdômen tem dez segmentos e uma estrutura alongada terminal, chamada sifão, por onde elas captam oxigênio atmosférico. Possuem pseudo-pernas abdominais apenas no primeiro de quatro ínstares (estágios de crescimento que precedem a metamorfose).

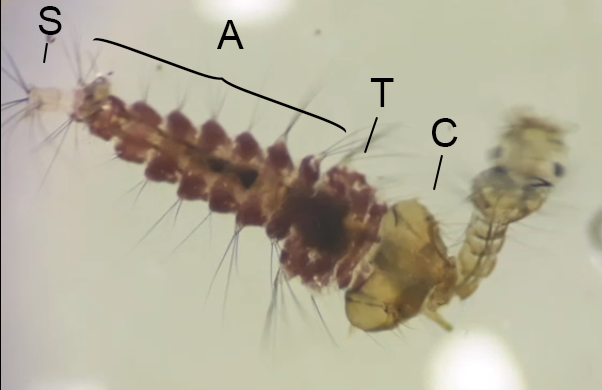
Larva de Corethrella (esquerda) se alimentando de larva de pernilongo. A – abdômen; C – cabeça; S – sifão; T – tórax.

### Pupa
O estágio de pupa, intermediário entre o larval e o adulto (ou imago), é caracterizado pela quase imobilidade. As pupas ficam geralmente imóveis na superfície da água, enquanto o inseto passa pela metamorfose. Uma característica única da pupa de Corethrella é o metatórax dividido em três partes, sendo as laterais mais expandidas, ligadas por um segmento medial mais estreito. Possuem o cefalotórax bastante desenvolvido com um par de órgãos respiratórios que podem ter um formato tubular, cônico ou achatado.

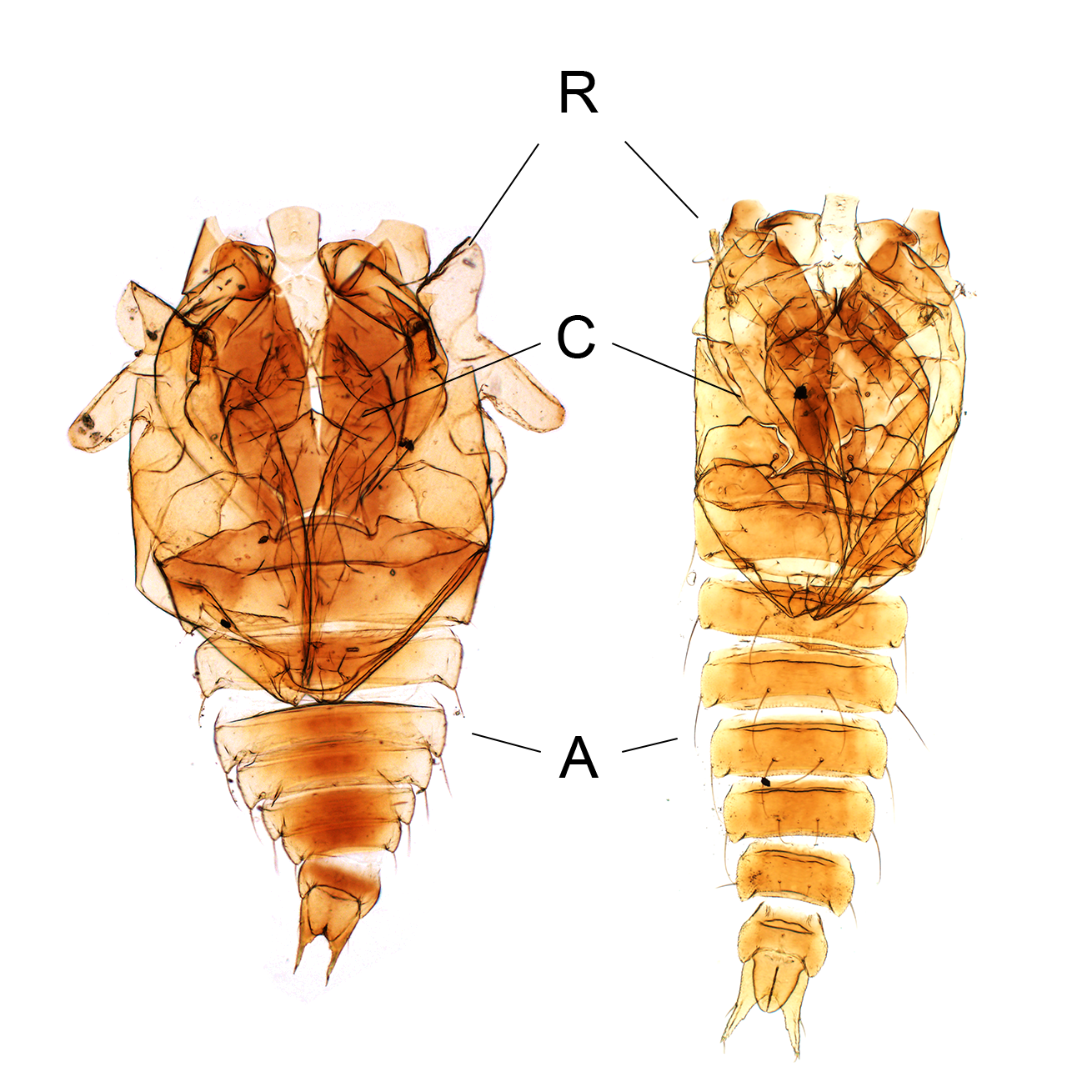
Exúvias de pupas de Corethrella davisi (esquerda) e Corethrella ananacola (direita). A – abdômen; C – cefalotórax; R – órgão respiratório.

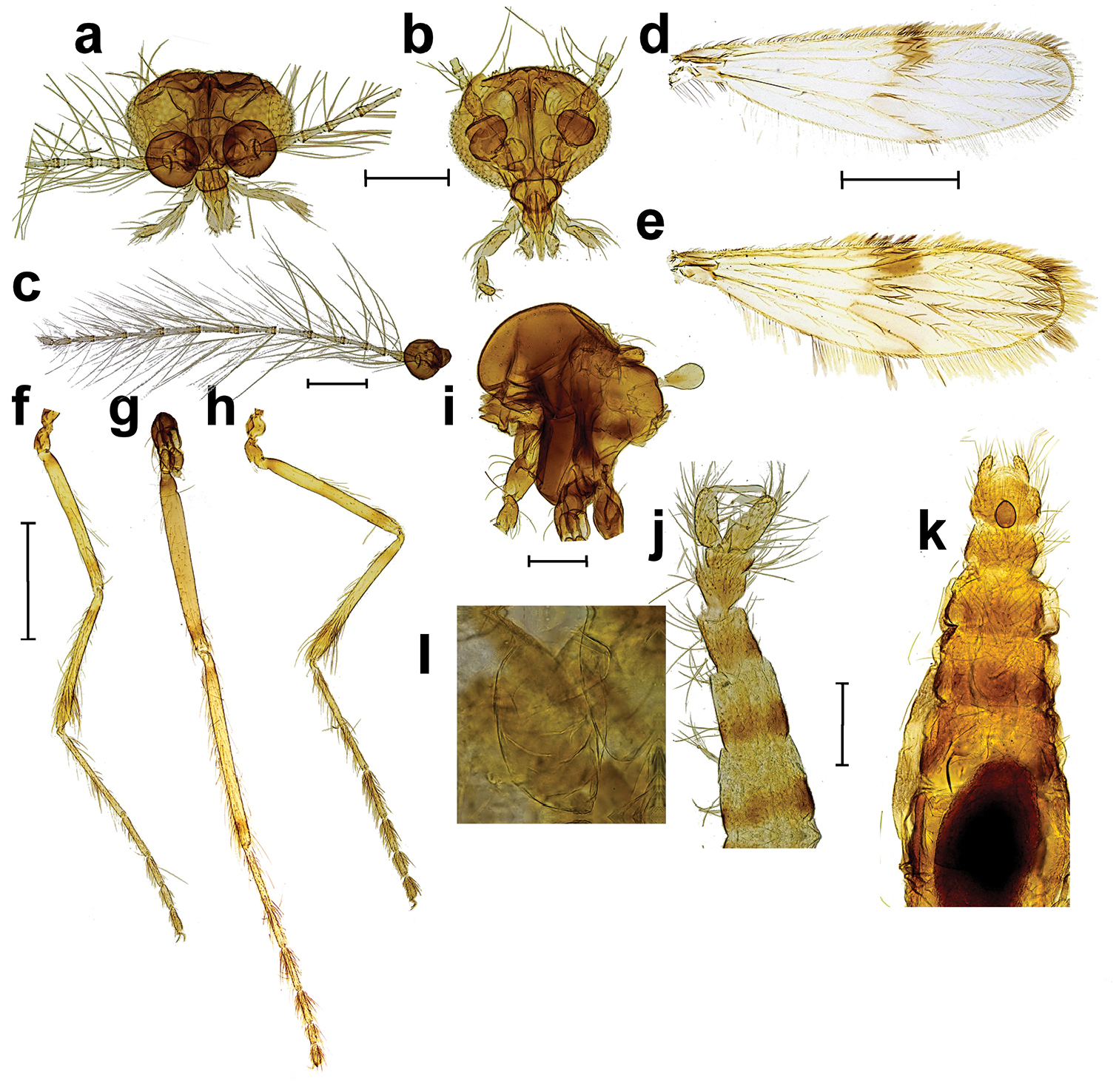
Corethrella oppositophila Kvifte & Bernal, 2018. Macho e fêmea. a – cabeça do macho; b – cabeça da fêmea; c – antena do macho; d – asa do macho; e – asa da fêmea; f – perna posterior da fêmea; g – perna média da fêmea; h – perna anterior da fêmea; i – tórax da fêmea; j – abdômen do macho; k – abdômen da fêmea com sangue; l – ovo no abdômen da fêmea. Barras de escala: 200 μm (a, b, c, i, j, k); 500 μm (d–g). Vistas: frontal (a, b), dorsal (d, e, j–l), posterior (f–h).

## Diversidade
São conhecidas 119 espécies atuais e 10 fósseis, distribuídos em todos os continentes exceto a Europa e a Antártida. Sua maior diversidade está na região tropical, em latitudes entre 30º norte e 30º sul.
No Brasil são reconhecidas 47 espécies em 11 estados, no entanto acredita-se que a riqueza do grupo seja muito maior, devido ao baixo número de estudos taxonômicos até o presente. Ver Lista de espécies da família Corethrellidae.

## Sistemática
A família Corethrellidae pertence à ordem Diptera, que reúne insetos popularmente conhecidos como moscas e mosquitos. Dentro da ordem existem duas subdivisões clássicas, a subordem Brachycera, grupo bem sustentado como monofilético, que compreende as moscas. O outro grupo, tradicionalmente conhecido como subordem Nematocera (que incluiria os mosquitos), hoje consensualmente é considerado um agrupamento não natural, de forma que se entende que alguns de seus subgrupos estão mais relacionados com Brachycera . Dípteros não-Brachycera são comumente referidos como dípteros basais. Dentre as diversas Infraodens de Diptera, Corethrellidae está incluída em Culicomorpha, um grupo bem sustentado por evidências morfológicas e moleculares. O cladograma abaixo posiciona a família dentro de Culicomorpha, de acordo com Borkent.
|  | Ceratopogonidae                                             |
|  |                                                             |
|  | \| \| Thaumaleidae \| \| \| \| \| \| Simuliidae \| \| \| \| |
|  |                                                             |
|  | Thaumaleidae                                                |
|  |                                                             |
|  | Simuliidae                                                  |
|  |                                                             |

|  | Thaumaleidae |
|  |              |
|  | Simuliidae   |
|  |              |

|  | Corethrellidae                                            |
|  |                                                           |
|  | \| \| Chaoboridae \| \| \| \| \| \| Culicidae \| \| \| \| |
|  |                                                           |
|  | Chaoboridae                                               |
|  |                                                           |
|  | Culicidae                                                 |
|  |                                                           |

|  | Chaoboridae |
|  |             |
|  | Culicidae   |
|  |             |

|  | Corethrellidae                                            |
|  |                                                           |
|  | \| \| Chaoboridae \| \| \| \| \| \| Culicidae \| \| \| \| |
|  |                                                           |
|  | Chaoboridae                                               |
|  |                                                           |
|  | Culicidae                                                 |
|  |                                                           |

|  | Chaoboridae |
|  |             |
|  | Culicidae   |
|  |             |

|  | Ceratopogonidae                                             |
|  |                                                             |
|  | \| \| Thaumaleidae \| \| \| \| \| \| Simuliidae \| \| \| \| |
|  |                                                             |
|  | Thaumaleidae                                                |
|  |                                                             |
|  | Simuliidae                                                  |
|  |                                                             |

|  | Thaumaleidae |
|  |              |
|  | Simuliidae   |
|  |              |

|  | Corethrellidae                                            |
|  |                                                           |
|  | \| \| Chaoboridae \| \| \| \| \| \| Culicidae \| \| \| \| |
|  |                                                           |
|  | Chaoboridae                                               |
|  |                                                           |
|  | Culicidae                                                 |
|  |                                                           |

|  | Chaoboridae |
|  |             |
|  | Culicidae   |
|  |             |

|  | Corethrellidae                                            |
|  |                                                           |
|  | \| \| Chaoboridae \| \| \| \| \| \| Culicidae \| \| \| \| |
|  |                                                           |
|  | Chaoboridae                                               |
|  |                                                           |
|  | Culicidae                                                 |
|  |                                                           |

|  | Chaoboridae |
|  |             |
|  | Culicidae   |
|  |             |

|  | Ceratopogonidae                                             |
|  |                                                             |
|  | \| \| Thaumaleidae \| \| \| \| \| \| Simuliidae \| \| \| \| |
|  |                                                             |
|  | Thaumaleidae                                                |
|  |                                                             |
|  | Simuliidae                                                  |
|  |                                                             |

|  | Thaumaleidae |
|  |              |
|  | Simuliidae   |
|  |              |

|  | Corethrellidae                                            |
|  |                                                           |
|  | \| \| Chaoboridae \| \| \| \| \| \| Culicidae \| \| \| \| |
|  |                                                           |
|  | Chaoboridae                                               |
|  |                                                           |
|  | Culicidae                                                 |
|  |                                                           |

|  | Chaoboridae |
|  |             |
|  | Culicidae   |
|  |             |

|  | Corethrellidae                                            |
|  |                                                           |
|  | \| \| Chaoboridae \| \| \| \| \| \| Culicidae \| \| \| \| |
|  |                                                           |
|  | Chaoboridae                                               |
|  |                                                           |
|  | Culicidae                                                 |
|  |                                                           |

|  | Chaoboridae |
|  |             |
|  | Culicidae   |
|  |             |

|  | Ceratopogonidae                                             |
|  |                                                             |
|  | \| \| Thaumaleidae \| \| \| \| \| \| Simuliidae \| \| \| \| |
|  |                                                             |
|  | Thaumaleidae                                                |
|  |                                                             |
|  | Simuliidae                                                  |
|  |                                                             |

|  | Thaumaleidae |
|  |              |
|  | Simuliidae   |
|  |              |

|  | Corethrellidae                                            |
|  |                                                           |
|  | \| \| Chaoboridae \| \| \| \| \| \| Culicidae \| \| \| \| |
|  |                                                           |
|  | Chaoboridae                                               |
|  |                                                           |
|  | Culicidae                                                 |
|  |                                                           |

|  | Chaoboridae |
|  |             |
|  | Culicidae   |
|  |             |

|  | Corethrellidae                                            |
|  |                                                           |
|  | \| \| Chaoboridae \| \| \| \| \| \| Culicidae \| \| \| \| |
|  |                                                           |
|  | Chaoboridae                                               |
|  |                                                           |
|  | Culicidae                                                 |
|  |                                                           |

|  | Chaoboridae |
|  |             |
|  | Culicidae   |
|  |             |

O gênero Corethrella compreende todas as espécies da família Corethrellidae, que contém ainda os subgêneros recente Notocorethrella e o fóssil Fossicorethrella. Apenas uma espécie, Corethrella novaezealandiae Tonnoir, 1927  está designada ao subgênero Notocorethrella e  Corethrella cretacea Szadziewski, 1995 à Fossicorethrella. Todas as demais espécies estão classificadas no subgênero Corethrella.
A primeira descrição do gênero foi feita por D. W. Coquillett em 1902 e incluído na família Culicidae, como gênero próximo a Corethra e Mochlonyx (hoje incluídos na família Chaoboridae). Em 1932 foi classificado, por F. W. Edwards, na tribo Corethrelini, ainda dentro de Culicidae. J. Lane em 1942 descreve um subgênero novo, Lutzomiops (hoje considerado o clado peruviana), baseado principalmente em características da terminália masculina e pigmentação das pernas e asas. Em uma revisão da família Culicidae em 1953, J. Lane trata Lutzomiops como gênero, o que passaria a ser contestado por Myiagi em 1975. E. F. Cook, em 1965 promove a subfamília Chaoborinae à família Chaoboridae, que à época incluía a então subfamília Corethrellinae. Foi somente em 1986, no Manual of Nearctic Diptera, que Wood e Borkent propuseram elevar o grupo à categoria de família, Corethrellidae, contendo apenas um gênero, Corethrella. O catálogo de Corethrellidae recentes e fósseis do mundo reúne informações sobre as espécies de Corethrella descritas até o ano de 2014.
A primeira filogenia para o grupo foi proposta por A. Borkent em sua monografia de 2008, documento seminal que reuniu todas as informações sobre coretrelídeos até a data, incluindo chaves de identificação. Borkent utilizou caracteres morfológicos para estabelecer a relação filogenética entre as espécies e, embora tenha sido um trabalho bastante robusto, o próprio autor reconhece que muitos dos clados encontrados possuem pouco suporte. Baranov e colaboradores, em 2016 propuseram outra filogenia, incluindo espécies fósseis, também baseada em caracteres morfológicos. A topologia das duas propostas é muito semelhante e esforços ainda são necessários para obter maior resolução sobre as relações filogenéticas do grupo.

## Aspectos biológicos e ecológicos

### Interações com anfíbios
Assim como o nome popular sugere, os mosquitos-do-sapo se alimentam do sangue de anfíbios anuros, mais especificamente, de machos. As fêmeas do mosquito são atraídas primariamente pela vocalização do machos de anfíbios, ouvindo o seu canto por meio de órgãos localizados na base das antenas, chamados órgãos de Johnston. O sangue dos anfíbios fornece uma carga de nutrientes a qual as fêmeas do mosquito usam para produzir seus ovos. Sabe-se que pelo menos uma espécie, Corethrella appendiculata pode produzir em laboratório ovos autogenéticos, ou seja, sem a necessidade da carga de sangue, e também há espécies coletadas na natureza que apresentam as peças bucais pouco desenvolvidas, sugerindo que elas não devam praticar este tipo de parasitismo.
Devido a essa interação entre as fêmeas de mosquitos-do-sapo e os sapos, foi identificada a transmissão de parasitas sanguíneos, protozoários flagelados do gênero Trypanosoma, pelos mosquitos. Uma espécie desse protozoário, Trypanosoma cruzi, é a responsável por causar a doença de chagas em humanos. Um estudo sobre a prevalência dos parasitas sanguíneos em sapos de diferentes sexos encontrou 40% dos sapos machos e apenas 6,6% das fêmeas infectados por Trypanosoma. Uma explicação para ainda haver fêmeas infectadas, considerando que na maioria das espécies apenas os machos vocalizam, é que durante o amplexo, os mosquitos se deslocariam do corpo dos anfíbios machos para as fêmeas, ocorrendo assim a infecção. Há também a possibilidade de outras espécies de mosquito ou mesmo sanguessugas transmitirem esses parasitas. Apesar de a transmissão do parasita ser bem conhecida, ainda não há muita informação a respeito das consequências disso para os anuros, se eles desenvolvem alguma doença ou o quanto pode interferir em sua biologia.

### Imaturos

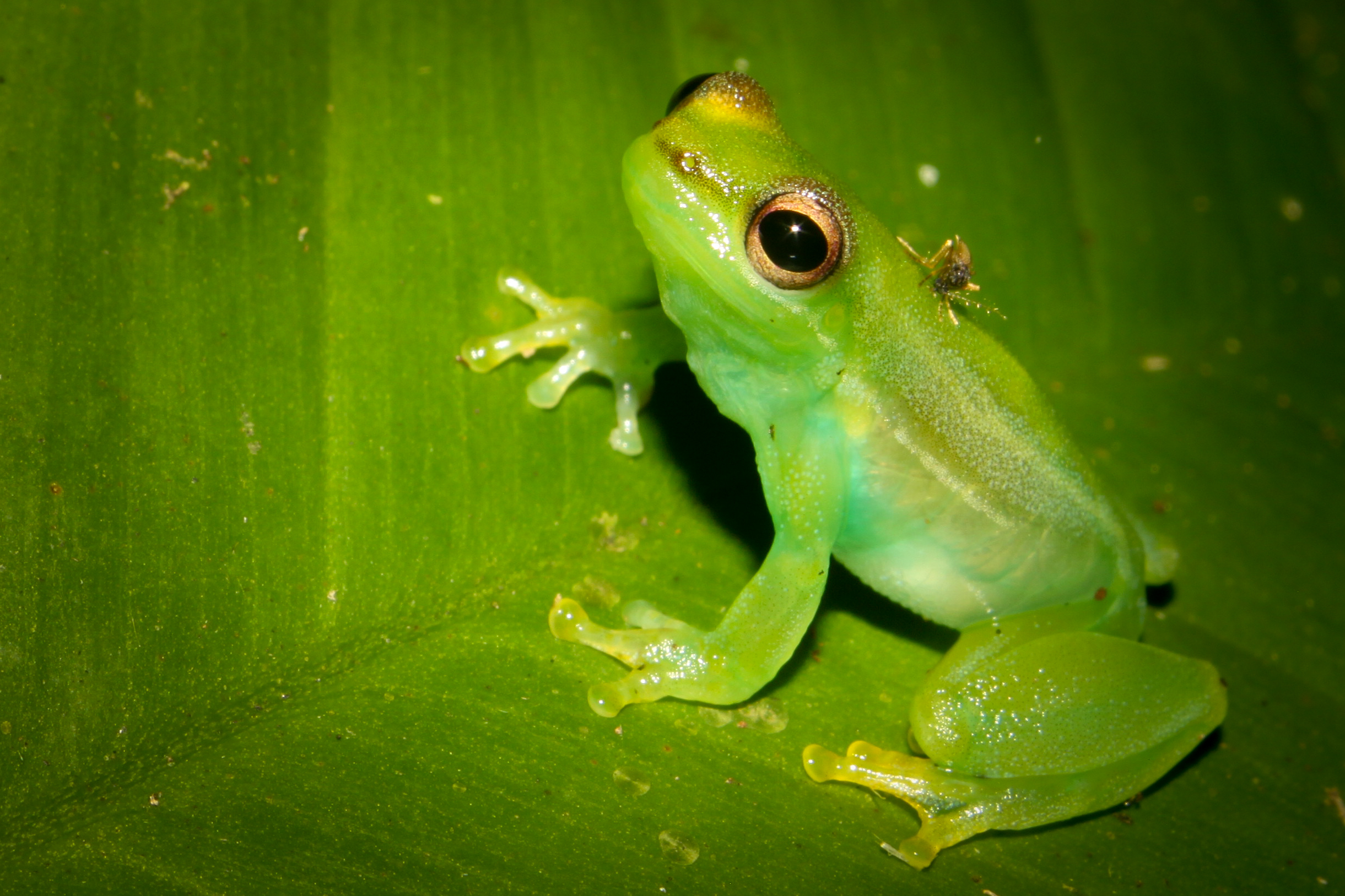
Mosquito-do-sapo, Corethrella sp. picando anfíbio da espécie Sphaenorhynchus pauloalvini.

Fêmeas do mosquito-do-sapo, assim como a maioria dos mosquitos, depositam seus ovos na água, onde será o habitat da sua prole. Após emergirem, as larvas podem se desenvolver em diversos tipos de habitats aquáticos lênticos, tais como cursos d'água de baixo fluxo, remansos, zona hiporreica, lagos, banhados, buracos de caranguejo, poças de água da chuva, ocos de árvore, bromélias, Nepenthes, axilas foliares, entre outros.  Baseado em indivíduos criados em laboratório, o tempo de desenvolvimento é de cerca de 2–6 dias eclosão dos ovos, 11–37 dias no estágio de larva e 3–8 dias no estágio de pupa. O ciclo de vida pode durar em torno de 30 dias.
Larvas de coretrelídeos vivem e se alimentam na água, mas respiram oxigênio atmosférico. Para isso possuem uma estrutura na parte posterior do corpo chamada de sifão, o qual fica ocasionalmente direcionado para a superfície da água, onde então ocorrem as trocas gasosas. A maior parte do tempo, porém, ficam submersas, frequentemente no substrato ou em meio à vegetação marginal. No estágio larval são predadoras de emboscada, se alimentando de outros animais aquáticos de tamanho menor, como nematódeos,  rotíferos, crustáceos e, principalmente, larvas de outros mosquitos. Podem também apresentar comportamento canibalístico. Devido ao seu hábito predador, podem influenciar significativamente na composição de espécies dos ambientes em que vivem, por exemplo, reduzindo a população de Aedes albopictus , todavia seu potencial de uso como controle biológico em áreas urbanas é provavelmente baixo, por razão de sua biologia e ecologia complexas. Larvas de coretrelídeos apresentam quatro ínstares antes de se transformarem em pupas.

O estágio de pupa se caracteriza pela quase imobilidade, as pupas ficam geralmente flutuando na superfície da água, no menisco. Quando próximas da emergência podem se deslocar na coluna d'água através de movimentos ondulatórios do abdômen.